# Karol Kotschy
Karol Fryderyk Kotschy (Koczy), Carl Friedrich Kotschy, (ur. 26 stycznia 1789 w Cieszynie, zm. 9 lutego 1856 w Ustroniu) – duchowny ewangelicki, teolog protestancki oraz botanik. Zasłużony dla rozwoju oświaty i kultury polskiej na Śląsku Cieszyńskim.

## Życiorys
Ród Kotschych wywodził się z Węgier. Ojciec Karola, Jan Gotfryd Kotschy, przybył do Cieszyna z Pszczyny. Był nauczycielem w tamtejszej szkole przy kościele Jezusowym oraz organistą cieszyńskiego zboru. Młody Karol w latach 1807–1810 studiował teologię ewangelicką oraz botanikę i medycynę na Uniwersytecie w Lipsku. Dzięki wyśmienitym wynikom w nauce uzyskał prestiżowe stypendium Silbersteina w kwocie 150 talarów. To pozwoliło mu wyruszyć na wędrówkę (podróżował pieszo!) do Paryża. W drodze powrotnej, w Szwajcarii, nawiązał kontakt ze słynnym pedagogiem, prekursorem szkolnictwa ludowego Johannem Heinrichem Pestalozzim.
Od 1810 aż do śmierci był pastorem w Ustroniu; był aktywnym publicystą, szerzącym nauki Marcina Lutra. Był zagorzałym działaczem na rzecz abstynencji. Wygłaszał kazania przeciwko pijaństwu, a jedno z nich pt. Gorzkie kapki, ale zdrowe, dla tych, którzyby się chcieli opamiętać z pijaństwa między ludem naszym lub się go wystrzegać wydał drukiem w 1833 r. Wraz z katechizmem Lutra, opracowanym przez Kotschy'ego jako podręcznik do nauki religii, znalazło się ono wkrótce w każdej rodzinie ewangelickiej posyłającej dzieci do szkoły. W 1844 r. ks. Kotschy wydał powtórnie swoje kazanie pt. Gorzkie kapki, ale zdrowe (...) oraz założył Bractwo Trzeźwości. W ciągu 7 tygodni do Bractwa wstąpiło 1789 dorosłych osób, a w ciągu kilku następnych tygodni liczebność Bractwa wzrosła do 2249 członków.
Tworzył głównie w języku polskim – języku przeważającej większości ludności Śląska Cieszyńskiego. Pisał podręczniki do nauki polskiego w szkołach elementarnych. Tłumaczył na język polski dzieła niemieckie i czeskie.
Sławę przyniosły mu prace z dziedziny pomologii i sadownictwa; propagował także w regionie warzywnictwo i kwiaciarstwo. Badał florę regionu, głównie alpejską roślinność Beskidu Śląskiego. Był też od 1844 politykiem i parlamentarzystą reprezentującym Śląsk Austriacki we Frankfurcie nad Menem, gdzie popierał frakcję liberalną Deutscher Hof. Publikował liczne artykuły w prasie polsko- (m.in. w pszczyńskim Tygodniku Polskim, Tygodniku Cieszyńskim i Nowinach dla ludu wiejskiego) i niemieckojęzycznej.
Żoną Karola była od 1812 r. Julia Schimko, córka ewangelickiego proboszcza z Bielska. Urodziła mu trzech synów: Hermana i Oskara (którzy zostali pastorami) oraz Theodora, podróżnika i botanika, a także pięć córek.
Karol Kotschy jest pochowany na cmentarzu w Ustroniu. Jego grób znajduje się tuż przy grobowcu ustrońskiego działacza spółdzielczego Karola Semika (1913–1964).

## Dzieła
- Katechizm doktora Marcina Luthera, 1833
- Gorskie kapki ale zdrowe, kazanie na półwiekowy jubileusz zboru w Wiśle, 1833
- Słowa nabożne 1833
- Historie biblijne czyli dzieje Starego i Nowego Testamentu, 1844
- Przestroga dla czytających „Tygodnik Cieszyński”, 1848
- Elementarz języka polskiego, 1853
- Pieśni pogrzebne i szkolne, 1853
- Książeczka o sadach i owocu względem nabywania,wychowania,pożytkowania,z baczeniem osobliwym na położenie klimatu śląskiego, 1853